# 이와세촌 (후쿠시마현 이와세군)
이와세촌(岩瀬村)은 후쿠시마현 이와세군에 있었던 촌이다. 2005년 4월 1일 이와세촌 및 나가누마정 등 2개 정·촌이 스카가와시에 편입합병되고 폐지되었다.

## 연혁
- 1955년 3월 31일 - 시라카타촌과 시라에촌이 합병해 성립하였다.
- 2005년 4월 1일 - 이와세촌, 나가누마정 등 2개 정·촌이 스카가와시에 편입합병되고 폐지되었다.

## 교통

### 주요 지방도
- 후쿠시마 현도 29호 나가누마 기쿠타선
- 후쿠시마 현도 55호 고리야마 야부키선
- 후쿠시마 현도 67호 나카노스 카가와선

### 일반현도
- 후쿠시마현도 109호 아사카 나가누마선